# Equity (Recht)
Equity (engl. = Fairness, Gerechtigkeit; lat.: aequitas) ist ein Rechtsbegriff aus dem angloamerikanischen Prozess- und Gerichtsverfassungsrecht, der sich nach der normannischen Eroberung Englands im Jahr 1066 entwickelte.
Aus dem lokal zersplitterten Gewohnheitsrecht der germanischen Stämme der Sachsen, Angeln, Jüten und Dänen entstand das einheitliche, aktionenrechtlich geprägte Common Law (gemeines Recht), dessen Durchsetzung bei Gericht einen bestimmten Writ voraussetzte und streng formalisiert war. Nach vielen erfolglosen Klagen wandten sich die Rechtssuchenden daher vermehrt mit Petitionen an den König – als Garanten für Gerechtigkeit – um Rechtsschutz zu erlangen, der nicht den Grundsätzen des Common Law, wohl aber den Geboten von Moral und Gewissen entsprach. Der König beauftragte seinen Kanzler („Chancellor“) mit der Entscheidung über diese Ausnahmefälle. Auf diese Weise entwickelte sich ab dem 12. Jahrhundert mit dem Court of Chancery eine zweite Rechtsprechung mit der Bezeichnung Equity Law, die der Rechtssicherheit durch formale Strenge die Einzelfall-Gerechtigkeit gegenüberstellte.
Der Lord Chancellor war weder an Precedents des Common Law noch an eigene Precedents gebunden. Außerdem war es möglich, der Entscheidung Tatsachen zugrunde zu legen, die dem Beweis nach den strengen Regeln des Common Law nicht zugänglich waren.
Das Equity Law war ursprünglich einzelfallbezogen, entwickelte sich im 16. Jahrhundert aber zu einem festen, neben dem eigentlichen Fallrecht stehenden Rechtssystem mit bestimmten Rechtsregeln (rules of equity and good conscience). Von größerer Relevanz war jedoch die Unterscheidung der Rechtsbehelfe. Während das Common Law im Wesentlichen Schadensersatz gewährte, konnte der Beklagte nach equity zur Erfüllung (specific performance) und zur Unterlassung, auch im Wege einstweiligen Rechtsschutzes (final und interim injunctions), verurteilt werden.
Eine klare Abgrenzung der sachlichen Zuständigkeit beider Gerichte gab es zunächst nicht. Wegweisend für die Konflikte um die Abgrenzung der Kompetenzbereiche war eine Entscheidung aus dem Jahr 1615 (Earl of Oxford’s case), in der König James I. entschied, dass in Konfliktfällen die Grundsätze der „Equity“ Vorrang vor dem Common Law haben sollten. Am Ende des 17. Jahrhunderts hatte sich ein Nebeneinander der Common-Law-Gerichte und der Courts of Equity herausgebildet.
Mit einer Prozess- und Gerichtsreform in den Jahren 1873 und 1875  wurden die Common-Law-Gerichte und der Court of Chancery zu einzelnen Kammern eines neuen High Court of Justice zusammengelegt, die seitdem  die Grundsätze des Common Law und der Equity berücksichtigen und anwenden.
Das britische Zivilprozessrecht wurde mit dem Beitritt Großbritanniens zur Europäischen Gemeinschaft weitgehend gesetzlich geregelt.
Equity Law und der im kontinentaleuropäischen Recht bedeutsame Grundsatz von Treu und Glauben (bzw. Billigkeit) haben zwar einen gemeinsamen Ursprung in Elementen der römisch-rechtlichen aequitas und zielen beide darauf ab, die formale Strenge des Rechts in Einzelfällen zu überwinden. Das englische Recht ordnet das Gebot einer allgemeinen duty to act in good faith aber nicht der Equity zu, sondern diskutiert es losgelöst davon als Gebot des Vertragsrechts und lehnt es ab.